# Saison 2024-2025 du SCO d'Angers
Maillots
Chronologie
Saison précédente Saison suivante
À la suite de leur 2e position en Ligue 2 l'année précédente, synonyme de promotion, le club d'Angers SCO évolue en Ligue 1 et participe à la Coupe de France pour cette saison.

## Transferts

### Transferts estivaux
| Nom               | Nationalité        | Poste     | Transfert       | Provenance/Destination | Division         |
| ----------------- | ------------------ | --------- | --------------- | ---------------------- | ---------------- |
| Arrivées          |                    |           |                 |                        |                  |
| Carlens Arcus     | Haïti              | Défenseur | Transfert       | Vitesse Arnhem         | Eredivisie       |
| Jean-Eudes Aholou | Côte d'Ivoire      | Milieu    | Transfert       | RC Strasbourg          | Ligue 1          |
| Jim Allevinah     | Gabon              | Attaquant | Transfert libre | Clermont Foot 63       | Ligue 1          |
| Emmanuel Biumla   | France             | Défenseur | Transfert libre | Girondins de Bordeaux  | Ligue 2          |
| Jacques Ekomié    | Gabon              | Défenseur | Transfert libre | Girondins de Bordeaux  | Ligue 2          |
| Haris Belkebla    | Algérie            | Milieu    | Transfert libre | Ohod Club              | D2               |
| Bamba Dieng       | Sénégal            | Attaquant | Prêt            | FC Lorient             | Ligue 1          |
| Halid Šabanović   | Bosnie-Herzégovine | Défenseur | Retour de prêt  | Valenciennes FC        | Ligue 2          |
| Marin Jakoliš     | Croatie            | Attaquant | Retour de prêt  | Melbourne City         | A-League         |
| Départs           |                    |           |                 |                        |                  |
| Marin Jakoliš     | Croatie            | Attaquant | Transfert       | Macarthur FC           | A-League         |
| Yan Valery        | Tunisie            | Défenseur | Transfert       | Sheffield Wednesday    | EFL Championship |

### Transferts hivernaux
| Nom      | Nationalité | Poste | Transfert | Provenance/Destination | Division |
| -------- | ----------- | ----- | --------- | ---------------------- | -------- |
| Arrivées |             |       |           |                        |          |
| Départs  |             |       |           |                        |          |

## Joueurs

### Effectif professionnel
En grisé, les sélections de joueurs internationaux chez les jeunes mais n'ayant jamais été appelés aux échelons supérieurs une fois l'âge-limite dépassé ou les joueurs ayant pris leur retraite internationale.

## Avant saison

### Préparation d'avant saison
- Mardi 6 juin 2024: Audition du club par la DNCG. Aucune mesure n'a été prise à l'encontre de celui-ci[9].
- Jeudi 4 juillet 2024: Retour au Centre d'Entraînement.
- Lundi 8 juillet 2024: Reprise de l'entraînement.
- Mercredi 10 juillet 2024: Présentation du maillot domicile pour la saison[10].
- À partir du Mercredi 17 juillet 2024: Début des matchs amicaux de préparation.
- Du Samedi 20 juillet au Samedi 27 juillet 2024: Stage de préparation en Bretagne.

## Championnat

### Classement
| Rang | Équipe           | Pts | J  | G  | N  | P  | Bp | Bc | Diff |
| ---- | ---------------- | --- | -- | -- | -- | -- | -- | -- | ---- |
| 12   | Stade rennais FC | 41  | 34 | 13 | 2  | 19 | 51 | 50 | +1   |
| 13   | FC Nantes        | 36  | 34 | 8  | 12 | 14 | 39 | 52 | -13  |
| 14   | Angers SCO P     | 36  | 34 | 10 | 6  | 18 | 32 | 53 | -21  |
| 15   | Le Havre AC      | 34  | 34 | 10 | 4  | 20 | 40 | 71 | -31  |
| 16   | Stade de Reims   | 33  | 34 | 8  | 9  | 17 | 33 | 47 | -14  |

Qualifications européennes
Ligue des champions 2025-2026
- 1er, 2e et 3e : phase de ligue
- 4e : troisième tour de qualification

Ligue Europa 2025-2026
- 5e et 6e : phase de ligue

Ligue Conférence 2025-2026
- 7e : tour de barrages

Relégation en Championnat de France de football de deuxième division 2025-2026
- 16e : barrages de relégation
- 17e et 18e : relégation

Abréviations
- T : Tenant du titre
- C : Vainqueur de la Coupe de France 2024-2025
- S : Vainqueur du Trophée des champions 2024
- P : Promus Ligue 2 2023-2024
- -1 : Points de pénalité

### Matchs
Tous les matchs d'Angers SCO en Ligue 1 2024-2025 avec les résultats,.

## Statistiques

### Individuelles

#### Buteurs
Classement des buteurs d'Angers SCO en fonction du nombre de buts inscrits durant les matchs de la saison.
| Rang  | Joueur              | Ligue 1 | Coupe de France | Total |
| 1     | Estéban Lepaul      | 9       | 4               | 13    |
| 2     | Himad Abdelli       | 6       | -               | 6     |
| 3     | Bamba Dieng         | 3       | 2               | 5     |
| 4     | Ibrahima Niane      | 3       | -               | 3     |
| 4     | Farid El Melali     | 2       | 1               | 3     |
| 6     | Zinedine Ferhat     | 2       | -               | 2     |
| 6     | Jean-Eudes Aholou   | 2       | -               | 2     |
| 6     | Jim Allevinah       | 1       | 1               | 2     |
| 9     | Florent Hanin       | 1       | -               | 1     |
| 9     | Yassin Belkhdim     | 1       | -               | 1     |
| 9     | Emmanuel Biumla     | 1       | -               | 1     |
| 9     | But contre son camp | 1       | -               | 1     |
| Total | 11                  | 32      | 8               | 40    |

#### Passeurs
Classement des passeurs d'Angers SCO en fonction du nombre de passes décisives délivrées durant les matchs de la saison.
| Rang  | Joueur          | Ligue 1 | Coupe de France | Total |
| 1     | Jim Allevinah   | 2       | -               | 2     |
| 1     | Farid El Melali | 2       | -               | 2     |
| 3     | Florent Hanin   | 1       | -               | 1     |
| 3     | Ibrahima Niane  | 1       | -               | 1     |
| 3     | Himad Abdelli   | 1       | -               | 1     |
| 3     | Jordan Lefort   | 1       | -               | 1     |
| 3     | Lilian Raolisoa | 1       | -               | 1     |
| 3     | Zinedine Ferhat | -       | 1               | 1     |
| Total | 8               | 9       | 1               | 10    |

### Collectives

#### Résultats par journée
| Journée  | 1  | 2  | 3  | 4  | 5  | 6  | 7  | 8  | 9  | 10 | 11 | 12 | 13 | 14 | 15 | 16 | 17 | 18 | 19 | 20 | 21 | 22 | 23 | 24 | 25 | 26 | 27 | 28 | 29 | 30 | 31 | 32 | 33 | 34 |
| -------- | -- | -- | -- | -- | -- | -- | -- | -- | -- | -- | -- | -- | -- | -- | -- | -- | -- | -- | -- | -- | -- | -- | -- | -- | -- | -- | -- | -- | -- | -- | -- | -- | -- | -- |
| Rang     | 13 | 16 | 17 | 17 | 18 | 18 | 18 | 17 | 15 | 15 | 15 | 17 | 14 | 15 | 15 | 14 | 13 | 12 | 13 | 12 | 13 | 11 | 12 | 13 | 13 | 14 | 14 | 14 | 14 | 15 | 15 | 14 | 13 | 14 |
| Résultat | D  | D  | D  | N  | N  | D  | N  | N  | V  | V  | D  | D  | V  | D  | D  | V  | V  | V  | D  | N  | D  | V  | N  | D  | D  | D  | D  | D  | V  | D  | D  | V  | V  | D  |

#### Bilan de la saison
| Compétition     | Débute        | Termine          | Matches joués | Gagnés | Nuls | Perdus | Buts pour | Buts contre | Différence |
| --------------- | ------------- | ---------------- | ------------- | ------ | ---- | ------ | --------- | ----------- | ---------- |
| Ligue 1         | J1            | J34              | 34            | 10     | 6    | 18     | 32        | 53          | -21        |
| Coupe de France | 32e de finale | Quarts de finale | 4             | 3      | 1    | 0      | 8         | 4           | +4         |
| Sous-Total      | /             | /                | 38            | 13     | 7    | 18     | 40        | 57          | -17        |
| Matchs amicaux  | /             | /                | 5             | 1      | 0    | 4      | 6         | 10          | -4         |
| Total           | /             | /                | 43            | 14     | 7    | 22     | 46        | 67          | -21        |

## Équipe réserve

### Classement
| Rang | Équipe              | Pts | J | G | N | P | Bp | Bc | Diff |
| ---- | ------------------- | --- | - | - | - | - | -- | -- | ---- |
| 1    | AS La Châtaigneraie | 9   | 4 | 3 | 0 | 1 | 3  | 6  | -3   |
| 2    | FC Challans         | 9   | 4 | 3 | 0 | 1 | 8  | 3  | +5   |
| 3    | Angers SCO rés.R    | 8   | 4 | 2 | 2 | 0 | 8  | 3  | +5   |
| 4    | AS Vitré            | 7   | 4 | 2 | 1 | 1 | 11 | 7  | +4   |
| 5    | AS Panazol          | 7   | 4 | 2 | 1 | 1 | 5  | 4  | +1   |

Promotion en National 2
- 1er : promotion

Relégation en Régional 1
- 10e : relégué sous conditions[Note 3]
- 11e à 14e : relégation

Abréviations

### Matchs
Tous les matchs de l'équipe réserve d'Angers SCO en National 3 2024-2025.